# Lubartów Lipowa
Lubartów Lipowa – kolejowy przystanek osobowy w Lubartowie, w województwie lubelskim, położony w km 80,916 na linii kolejowej nr 30.

## Historia
W ramach remontu linii nr 30 utworzony jako dodatkowy przystanek dla pociągów PolRegio na trasie Lubartów – Lublin, aby umożliwić mieszkańcom dostęp do komunikacji kolejowej z centrum miasta. Od 30 września 2013 roku do przystanku kursują pociągi relacji Parczew – Lublin, a od 28 czerwca 2024 Łuków – Lublin.
Peron ma długość 100 m i wysokość 550 mm.

## Ruch pasażerski
Dobowa wymiana pasażerska oraz miejsce w rankingu ogólnopolskim:
| Rok  | Ilość pasażerów | Miejsce w Polsce |
| ---- | --------------- | ---------------- |
| 2017 | 20-49           | 1391             |
| 2018 | 20-49           | 1546             |
| 2019 | 20-49           | 1537             |
| 2020 | 20-49           | 1662             |
| 2021 | 20-49           | 1755             |
| 2022 | 50-99           | 1531             |
| 2023 | 50-99           | 1371             |
| 2024 |                 |                  |